# Eishockey-Weltmeisterschaft der Junioren 1987
Die Eishockey-Weltmeisterschaft der Junioren 1987 war die elfte Austragung der Weltmeisterschaft in der Altersklasse der Unter-20-Jährigen (U20) durch die Internationale Eishockey-Föderation IIHF. Die A-Weltmeisterschaft fand vom 26. Dezember 1986 bis zum 4. Januar 1987 in den tschechoslowakischen Städten Nitra, Piešťany, Trenčín und Topoľčany statt. Erstmals wurde die Finnische Mannschaft Junioren-Weltmeister. Das Turnier wurde von einer Massenschlägerei zwischen Kanada und der Sowjetunion überschattet, die daraufhin beide aus dem Turnier ausgeschlossen wurde.
Die B-Weltmeisterschaft wurde vom 15. bis 21. März 1987 in Rouen, Frankreich ausgetragen. Die C-Gruppe fand vom 16. bis 22. März 1987 in Esbjerg, Dänemark statt. Insgesamt nahmen 22 Länder an den drei Turnieren teil.

## Weltmeisterschaft
Die Weltmeisterschaft fand in den tschechoslowakischen Städten Nitra, Piešťany, Trenčín und Topoľčany statt. Den Weltmeistertitel sicherte sich zum ersten Mal Finnland, das von der Disqualifikation Kanadas am letzten Spieltag profitierte. Dahinter platzierten sich die Tschechoslowakei und Schweden. Zur Disqualifikation der Kanadier war es nach ein Massenschlägerei im Spiel mit der UdSSR gekommen, die daraufhin ebenfalls vom Turnier ausgeschlossen wurde. Da die Spiele gegen die beiden Mannschaften ihre Gültigkeit behielten, stieg die sieglose Schweiz in die B-Gruppe ab.

### Modus
Wie die Jahre zuvor waren insgesamt acht Mannschaften für das Turnier zugelassen, deren Kader ausschließlich aus Akteuren mit einem Alter von unter 20 Jahren bestanden (U-20). Als einziger Neuling gehörte der amtierende B-Weltmeister aus Polen zum Teilnehmerfeld, der den Platz der im Jahr zuvor abgestiegenen bundesdeutschen Mannschaft einnahm. Der Modus sah eine gemeinsame Gruppe vor, in der alle Mannschaften je einmal gegen ihren Gegner anzutreten hatten. Der Sieger dieser Gruppe wurde Weltmeister, der Letztplatzierte stieg in die B-Weltmeisterschaft ab.

### Turnierverlauf
Das Turnier wurde von einem Skandal überschattet: Bereits bei der Weltmeisterschaft vor einem Jahr war es im Prestige-Duell zwischen Kanada und der UdSSR turbulent zugegangen und beide Teams hatten Revanche für die Ereignisse angekündigt. Auch diesmal lag viel Brisanz in diesem Spiel, obwohl nur noch die Kanadier bei einem möglichen Sieg Chancen auf den Titelgewinn besaßen. Sieben Minuten vor Spielende kam es beim Stand von 4:2 für Kanada zu einer Massenschlägerei zwischen beiden Teams, an der sich neben sämtlichen Spielern auch die Trainer und Betreuer beteiligten. Der Schiedsrichter musste daraufhin das Spiel abbrechen.
Die Internationale Eishockey-Föderation (IIHF) reagierte auf diese Ereignisse mit drakonischen Strafen. Neben der Disqualifikation beider Mannschaften wurden insgesamt 19 Akteure mit einer Spielsperre von jeweils 18 Monaten belegt, das Strafmaß für die sowjetischen bzw. kanadischen Trainer und Betreuer belief sich auf zwei Jahre. Während das abgebrochene Spiel aus der Wertung genommen wurde, behielten dagegen die Ergebnisse aus den anderen Partien ihre Gültigkeit. In erster Linie konnte davon das Team aus Finnland profitieren und wurde damit zum ersten Mal in seiner Geschichte Junioren-Weltmeister. Die während des gesamten Turnierverlaufs sieglosen Schweizer mussten dagegen absteigen, da die Mannschaften aus Kanada und der UdSSR trotz ihrer Disqualifikation in der A-Gruppe verbleiben durften.

### Spiele und Abschlusstabelle
| Pl. |                  | Finnland | Tschechoslowakei | Schweden | Vereinigte Staaten | Polen | Schweiz | Kanada | Sowjetunion | Sp | S | U | N | Tore  | Punkte |
| --- | ---------------- | -------- | ---------------- | -------- | ------------------ | ----- | ------- | ------ | ----------- | -- | - | - | - | ----- | ------ |
| 1.  | Finnland         |          | 5:3              | 0:5      | 4:1                | 13:3  | 12:1    | 6:6    | 5:4         | 7  | 5 | 1 | 1 | 45:23 | 11: 3  |
| 2.  | Tschechoslowakei | 3:5      |                  | 4:3      | 2:8                | 9:2   | 8:1     | 5:1    | 5:3         | 7  | 5 | 0 | 2 | 36:23 | 10: 4  |
| 3.  | Schweden         | 5:0      | 3:4              |          | 8:0                | 15:0  | 8:0     | 3:4    | 3:3         | 7  | 4 | 1 | 2 | 45:11 | 09: 5  |
| 4.  | USA              | 1:4      | 8:2              | 0:8      |                    | 15:2  | 12:6    | 2:6    | 4:2         | 7  | 4 | 0 | 3 | 42:30 | 08: 6  |
| 5.  | Polen            | 3:13     | 2:9              | 0:15     | 2:15               |       | 8:3     | 3:18   | 3:7         | 7  | 1 | 0 | 6 | 21:80 | 02:12  |
| 6.  | Schweiz          | 1:12     | 1:8              | 0:8      | 6:12               | 3:8   |         | 4:6    | 0:8         | 7  | 0 | 0 | 7 | 15:62 | 00:14  |
| –   | Kanada           | 6:6      | 1:5              | 4:3      | 6:2                | 18:3  | 6:4     |        | ann.        | 6  | 4 | 1 | 1 | 41:23 | 09: 3  |
| –   | UdSSR            | 4:5      | 3:5              | 3:3      | 2:4                | 7:3   | 8:0     | ann.   |             | 6  | 2 | 1 | 3 | 27:20 | 05: 7  |

### Beste Scorer
Abkürzungen: Sp = Spiele, T = Tore, V = Assists, Pkt = Punkte, SM = Strafminuten; Fett: Turnierbestwert
| Spieler           | Mannschaft       | Sp | T | V | Pkt | SM |
| ----------------- | ---------------- | -- | - | - | --- | -- |
| Ulf Dahlén        | Schweden         | 7  | 7 | 8 | 15  | 2  |
| Teppo Kivelä      | Finnland         | 7  | 6 | 6 | 12  | 2  |
| Janne Ojanen      | Finnland         | 7  | 3 | 9 | 12  | 6  |
| Jukka-Pekka Seppo | Finnland         | 7  | 3 | 9 | 12  | 18 |
| Pat Elynuik       | Kanada           | 7  | 6 | 5 | 11  | 2  |
| Pär Edlund        | Schweden         | 7  | 5 | 6 | 11  | 10 |
| Roger Öhman       | Schweden         | 7  | 5 | 6 | 11  | 4  |
| Sami Wahlsten     | Finnland         | 7  | 4 | 7 | 11  | 0  |
| Bo Svanberg       | Schweden         | 7  | 7 | 3 | 10  | 6  |
| Martin Hosták     | Tschechoslowakei | 7  | 7 | 3 | 10  | 8  |

### Titel, Auf- und Abstieg
| Weltmeister Finnland | Marko Allen, Mikko Haapakoski, Markus Ketterer, Teppo Kivelä, Marko Kiuru, Timo Kulonen, Mikko Laaksonen, Jari Laukkanen, Antti Lehtosaari, Jukka Marttila, Petri Matikainen, Janne Ojanen, Jari Parviainen, Kari Rosenberg, Jukka-Pekka Seppo, Jyrki Silius, Pekka Tirkkonen, Antti Tuomenoksa, Sami Wahlsten, Sami Wikström Trainerstab: Hannu Jortikka, Urpo Ylönen |

| Silber Tschechoslowakei | Roman Andrýs, Aleš Badal, Radomír Brázda, Martin Hosták, Juraj Jurík, Tomáš Kapusta, Robert Kron, František Kučera, Jiří Látal, Roman Lipovský, Ladislav Lubina, Ivan Matulík, Roman Němčický, Petr Pavlas, Luboš Pázler, Rudolf Pejchar, Karol Rusznyák, Oldřich Svoboda, Robert Svoboda, Lubomír Václavíček Trainerstab: Jiří Justra, Július Černický |

| Bronze Schweden | Håkan Åhlund, Roger Åkerström, Johan Borg, Ulf Dahlén, Pär Edlund, Tomaz Eriksson, Rikard Franzén, Niklas Gällstedt, Johan Garpenlöv, Anders Gozzi, Roger Hansson, Jonas Heed, Calle Johansson, Roger Johansson, Örjan Lindmark, Sam Lindståhl, Roger Öhman, Ulf Sandström, Thomas Sjögren, Bo Svanberg Trainerstab: Gunar Jansson, Thomas Magnusson |

| Absteiger:  | Schweiz        |
| Aufsteiger: | BR Deutschland |

### Auszeichnungen
Spielertrophäen
| Auszeichnung       | Spieler         | Team             |
| ------------------ | --------------- | ---------------- |
| Bester Torhüter    | Markus Ketterer | Finnland         |
| Bester Verteidiger | Calle Johansson | Schweden         |
| Bester Stürmer     | Robert Kron     | Tschechoslowakei |

All-Star-Team
| Angriff:      | Ulf Dahlén – Juraj Jurík – Scott Young |
| Verteidigung: | Jirí Látal – Brian Leetch              |
| Tor:          | Sam Lindståhl                          |

### Kader der disqualifizierten Teams
| Kanada | Steve Chiasson, Yvon Corriveau, Pat Elynuik, Theoren Fleury, Greg Hawgood, Kerry Huffman, Chris Joseph, Mike Keane, David Latta, Dave McLlwain, Scott Metcalfe, Steve Nemeth, Luke Richardson, Stéphane Roy, Everett Sanipass, Brendan Shanahan, Shawn Simpson, Pierre Turgeon, Jimmy Waite, Glen Wesley Trainerstab: Bert Templeton, Pat Burns |

| UdSSR | Jewgeni Dawydow, Sergei Fjodorow, Aljaksandr Haltschenjuk, Waleri Iwannikow, Aleksandrs Kerčs, Wladimir Konstantinow, Pawel Kostitschkin, Wladimir Malachow, Dmitri Medwedew, Alexander Mogilny, Igor Monajenkow, Wadim Mussatow, Sergei Ossipow, Waleri Popow, Wadim Priwalow, Anton Sagorodni, Sergei Schesterikow, Waleri Selepukin, Andrei Smirnow, Dmitri Zygurow Trainerstab: Wladimir Wassiljew, Walentin Gurejew |

## B-Weltmeisterschaft
in Rouen, Frankreich

### Vorrunde
| Team              | FRG  | JPN  | FRA | ROM  | Tore  | Pkt. |
| ----------------- | ---- | ---- | --- | ---- | ----- | ---- |
| 1. BR Deutschland |      | 6:3  | 2:2 | 16:3 | 24:8  | 5:1  |
| 2. Japan          | 3:6  |      | 3:1 | 11:7 | 17:14 | 4:2  |
| 3. Frankreich     | 2:2  | 1:3  |     | 4:3  | 7:8   | 3:3  |
| 4. Rumänien       | 3:16 | 7:11 | 3:4 |      | 13:31 | 0:6  |

| Team           | NOR  | AUT  | NED | ITA  | Tore  | Pkt. |
| -------------- | ---- | ---- | --- | ---- | ----- | ---- |
| 1. Norwegen    |      | 11:1 | 5:5 | 12:1 | 28:7  | 5:1  |
| 2. Österreich  | 1:11 |      | 6:4 | 4:4  | 11:19 | 3:3  |
| 3. Niederlande | 5:5  | 4:6  |     | 7:5  | 16:16 | 3:3  |
| 4. Italien     | 1:12 | 4:4  | 5:7 |      | 10:23 | 1:5  |

| Team              | FRG   | NOR    | JPN   | AUT    | Tore  | Pkt. |
| ----------------- | ----- | ------ | ----- | ------ | ----- | ---- |
| 1. BR Deutschland |       | 13:3   | (6:3) | 11:0   | 30:6  | 6:0  |
| 2. Norwegen       | 3:13  |        | 7:5   | (11:1) | 21:19 | 4:2  |
| 3. Japan          | (3:6) | 5:7    |       | 6:3    | 14:16 | 2:4  |
| 4. Österreich     | 0:11  | (1:11) | 3:6   |        | 4:28  | 0:6  |

| Team           | FRA   | ROM   | NED   | ITA   | Tore  | Pkt. |
| -------------- | ----- | ----- | ----- | ----- | ----- | ---- |
| 1. Frankreich  |       | (4:3) | 7:5   | 7:3   | 18:11 | 6:0  |
| 2. Rumänien    | (3:4) |       | 7:4   | 5:1   | 15:9  | 4:2  |
| 3. Niederlande | 5:7   | 4:7   |       | (7:5) | 16:19 | 2:4  |
| 4. Italien     | 3:7   | 1:5   | (5:7) |       | 9:19  | 0:6  |

### Abschlussplatzierung
| Pl. | Team           |
| --- | -------------- |
| 1   | BR Deutschland |
| 2   | Norwegen       |
| 3   | Japan          |
| 4   | Österreich     |
| 5   | Frankreich     |
| 6   | Rumänien       |
| 7   | Niederlande    |
| 8   | Italien        |

### Auf- und Absteiger
| Aufsteiger in die A-Gruppe:  | BR Deutschland |
| Absteiger aus der A-Gruppe:  | Schweiz        |
| Absteiger in die C-Gruppe:   | Italien        |
| Aufsteiger aus der C-Gruppe: | Jugoslawien    |

### Topscorer
| Spieler           | Land           | Tore | Assists | Punkte |
| ----------------- | -------------- | ---- | ------- | ------ |
| Andreas Brockmann | BR Deutschland | 6    | 8       | 14     |
| Andreas Lupzig    | BR Deutschland | 6    | 7       | 13     |
| Sepp Wassermann   | BR Deutschland | 5    | 6       | 11     |
| Morten Finstad    | Norwegen       | 6    | 4       | 10     |
| Roger Dahl        | Norwegen       | 6    | 4       | 10     |

### Auszeichnungen

#### Spielertrophäen
| Auszeichnung       | Spieler         | Team           |
| ------------------ | --------------- | -------------- |
| Bester Torhüter    | Klaus Merk      | BR Deutschland |
| Bester Verteidiger | Takayuki Kobori | Japan          |
| Bester Stürmer     | Knut Walbye     | Norwegen       |

## C-Weltmeisterschaft
in Esbjerg, Dänemark

### Spiele und Abschlusstabelle
| Team              | YUG  | DEN  | GBR  | BUL | ESP  | AUS  | Tore  | Punkte |
| ----------------- | ---- | ---- | ---- | --- | ---- | ---- | ----- | ------ |
| 1. Jugoslawien    |      | 13:4 | 6:4  | 5:1 | 11:2 | 21:1 | 56:12 | 10:0   |
| 2. Dänemark       | 4:13 |      | 11:4 | 8:3 | 7:3  | 14:1 | 40:11 | 8:2    |
| 3. Großbritannien | 4:6  | 4:11 |      | 4:2 | 6:2  | 7:0  | 25:21 | 6:4    |
| 4. Bulgarien      | 1:5  | 3:8  | 2:4  |     | 8:5  | 7:1  | 21:23 | 4:6    |
| 5. Spanien        | 2:11 | 3:7  | 2:6  | 5:8 |      | 7:2  | 19:34 | 2:8    |
| 6. Australien     | 1:21 | 1:14 | 0:7  | 1:7 | 2:7  |      | 5:56  | 0:10   |

### Auf- und Absteiger
| Aufsteiger in die B-Gruppe: | Jugoslawien |
| Absteiger aus der B-Gruppe: | Italien     |

### Auszeichnungen

#### Spielertrophäen
| Auszeichnung       | Spieler      | Team           |
| ------------------ | ------------ | -------------- |
| Bester Torhüter    | Martin McKay | Großbritannien |
| Bester Verteidiger | Søren Jensen | Dänemark       |
| Bester Stürmer     | Nik Zupančič | Jugoslawien    |